# Netscape Communicator
Netscape Communicator era una suite d'Internet produïda per la Netscape Communications Corporation. Llançada inicialment el juny de 1997, Netscape Communicator 4.0 va ser la successora de Netscape Navigator 3.x i incloïa més funcionalitats de programari de grup destinades a atreure a les empreses.